# Дзвоники пилчасті
Дзвоники пилчасті (Campanula serrata) — вид квіткових рослин родини дзвоникових (Campanulaceae). Їхньою батьківщиною є Піренеї, Альпи та Карпати.

## Етимологія
Campanula: коротка загальна назва латинського терміна Campana, що означає «дзвіночок», що натякає на форму квітів . 
serrata: латинський епітет, що означає «з зубчастими листками». 

## Опис
Дзвоники пилчасті — невелика вічнозелена кореневищна трав'яниста рослина. У висоту досягає 50 см. Стебло прямостояче, дещо кутасте, з короткими волосками. Ланцетні листки виростають з прикореневої розетки. Край листка виразно зубчастий. Волотисте суцвіття. Квіткове стебло на верхівці часто несе лише одну квітку. Квітки довжиною близько 2 см, дзвоникувата оцвітина фіолетового кольору.

## Охорона
Вид занесений до Директиви Європейського Союзу 92/43/ЄС «Про збереження природних оселищ та видів природної фауни і флори» (Додаток II. Види рослин і тварин, що становлять особливий інтерес для Європейського Союзу, збереження яких потребує створення територій особливої охорони).

## Систематика
Campanula serrata була описана ( Kit. ex Schult. ) Гендрихом та опублікована в Taxon 11: 123. 1962. 

### Синонімія
- Campanula arcuata Schur
- Campanula hornungiana Schur
- Campanula kitaibeliana Schult.
- Campanula lanceolata subsp. arcuata (Щур) Симонк.
- Campanula lanceolata var. hornungiana (Schur) Simonk.
- Campanula microphylla .
- Campanula napuligera Schur
- Campanula pseudolanceolata Pant.
- Campanula redux Schott, Nyman & Kotschy
- Campanula rhomboidalis var. вузьколистий Neilr.
- Campanula rhomboidalis subsp. pseudolanceolata (Pant. ) Nyman
- Campanula rotundifolia var. arcuata (Schur) Nyman
- Campanula rotundifolia var. dentata Schur
- Thesium serratum Kit. basonym [6] [7]